# Abteilung Fremde Heere
Die Abteilung Fremde Heere war unter diesem Namen in den Zeiträumen 1917–1919 sowie 1931–1938 eine deutsche Generalstabsabteilung. Die zu Beginn des Ersten Weltkriegs (1914–1918) als Teil der Obersten Heeresleitung des Deutschen Heeres aufgestellte Abteilung hieß 1914–1917 zunächst Nachrichtenabteilung, agierte aber ab 20. Mai 1917 bis zur formellen Auflösung des Großen Generalstabs am 1. Oktober 1919 unter ihrem neuen Namen „Abteilung Fremde Heere“. Während des Krieges war die Abteilung für die Analyse der Heere der Entente-Mächte sowie der neutralen Staaten zuständig. Nach der Kriegsniederlage 1918 wurde die Abteilung gemeinsam mit dem Großen Generalstab im Jahr 1919 offiziell aufgelöst, existierte aber de facto unter einer Tarnbezeichnung innerhalb des neuen Truppenamts im Reichswehrministerium weiter und war fortan Teil der Reichswehr. Unter der Bezeichnung Heeresstatistische Abteilung bzw. Abteilung T 3 wurde die Beobachtung ausländischer Heere im Zeitraum 1919–1931 fortgesetzt. Im Jahr 1931 wurde die Bezeichnung Abteilung Fremde Heere wieder eingeführt und blieb für den Zeitraum 1931–1938 erhalten.
Die Abteilung setzte ihre Arbeit auch nach der Machtergreifung der Nationalsozialisten (1933) fort und war ab 1935 Teil der neu umbenannten Wehrmacht. Ende 1938 wurde die Abteilung Fremde Heere entlang ihrer internen Unterteilung formell in zwei Teile gespalten. Die bisherigen Gruppen West und Ost wurden zu den neuen jeweils eigenständigen Abteilungen Fremde Heere Ost (FHO) und Fremde Heere West (FHW), wodurch die Abteilung Fremde Heere zu existieren aufhörte.
Während des Zweiten Weltkriegs (1939–1945) lieferten die beiden Nachfolgeabteilungen an den verschiedenen Fronten Feindlagebeurteilungen, wobei sich FHO ab 1941 fast ausschließlich auf die Ostfront konzentrierte und FHW ab 1942/43 alle anderen Kriegsschauplätze übernahm. Beiden Abteilungen unterliefen im Verlauf des Krieges wiederholt schwere Fehleinschätzungen. Aus der FHO wurde in der Nachkriegszeit die Organisation Gehlen, die wiederum zum Bundesnachrichtendienst wurde.

## Operationsgeschichte, 1917–1938

### Erster Weltkrieg

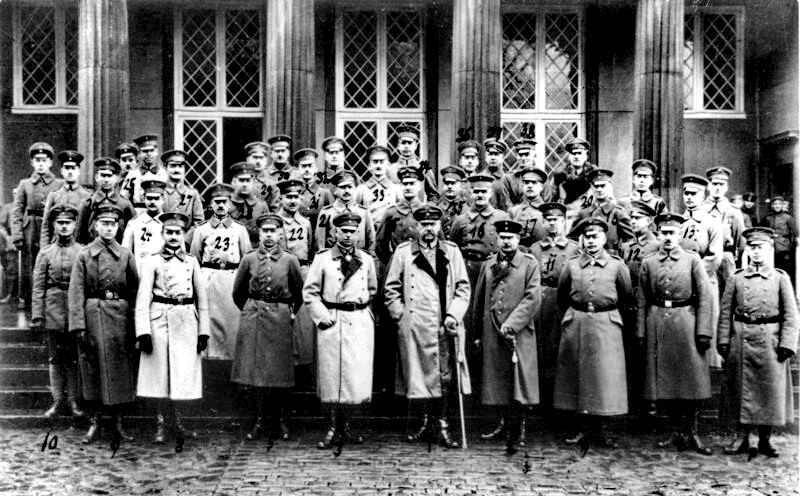
Die Offiziere der Obersten Heeresleitung waren für die Koordinierung der Landkriegsführung im Ersten Weltkrieg zuständig. Kurt von Tippelskirch, der 20 Jahre später erneut die Abteilung Fremde Heere führen sollte, ist abgebildet (#27).

Nach dem Beginn des Ersten Weltkriegs übernahm das Große Hauptquartier die Führung der deutschen Streitkräfte.:16 Innerhalb des Großen Hauptquartiers war die Oberste Heeresleitung (OHL) für die Führung und Koordinierung der Landkriegsführung zuständig. Dazu verfügte die OHL ab Kriegsbeginn über mehrere mobile Generalstabsabteilungen, zu denen auch die Nachrichtenabteilung zählte.:87 Die anderen Abteilungen waren die Zentralabteilung, die Operationsabteilung, die Politische Abteilung (ab Februar 1916: Militärpolitische Abteilung), und die Sektion III b (ab Juni 1915: Abteilung III b).:21 Nicht zu verwechseln ist die Nachrichtenabteilung der OHL mit der für die Seekriegsführung zuständigen Nachrichtenabteilung des kaiserlichen Admiralsstabes.:11 Später entstand im Admiralstab auch eine Abteilung Fremde Marinen, die ebenfalls von der Abteilung Fremde Heere separat agierte.:143

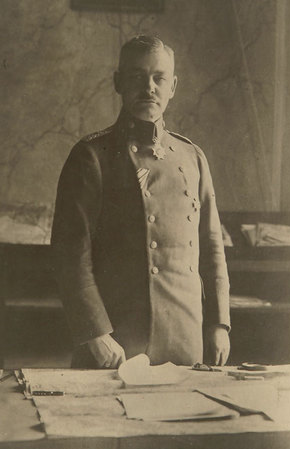
Oberstleutnant Richard Hentsch leitete die Abteilung in den Jahren 1914/15.

Die Leitung der Nachrichtenabteilung oblag zu Kriegsbeginn Oberstleutnant Richard Hentsch. Während der Schlacht an der Marne schickte Generalstabschef Helmuth von Moltke wegen der unübersichtlichen Gesamtlage den Nachrichtenabteilungsleiter Richard Hentsch am 8. September 1914 zu einer Frontrundfahrt zu den mobilen Armeen auf dem deutschen rechten Flügel (Schlieffen-Plan). Hier ordnete Hentsch, mit Moltkes Vollmacht, die deutschen Armeeoberbefehlshaber an, sich nordwärts zurückzuziehen.:28f. Hentsch wurde nach dem Ersten Weltkrieg zum Sündenbock der Niederlage an der Marne.:23
Im Mai 1915 wurde Hentsch als Abteilungsleiter der Nachrichtenabteilung von Leopold von Rauch abgelöst;:23 Hentsch wurde nachfolgend nach Bayern und danach ins besetzte Rumänien versetzt.
Ab dem 20. Mai 1917 trug die Nachrichtenabteilung den Namen Abteilung Fremde Heere.:87 Die Umbenennung erfolgte nicht zuletzt, um eine stärkere fachliche Abgrenzung zur Abteilung III b zu schaffen.:379 Die Aufgabe der Abteilung Fremde Heere war die Analyse und Ermittlung der Kräfteverteilung, Organisation und Kriegführung der Triple Entente.:87 Außerdem befasste sich die Abteilung mit Einschätzungen über die Streitkräfte neutraler Staaten. Die Abteilung sollte für die Operationsabteilung der OHL und für den Generalstabschef des Feldheeres tägliche Feindlagebilder bereitstellen. Hierbei arbeitete der Abteilung Fremde Heere auch die Abteilung III b, die innerhalb der OHL militärnachrichtendienstliche Aufgaben übernahm, zu.:87 Zum Kriegsende hatte Major Leopold von Rauch immer noch die Leitung der Abteilung Fremde Heere inne.:111

### Heeresstatistische Abteilung, 1919–1931
Nach dem Waffenstillstand von Compiègne (November 1918) sah sich die neue Weimarer Republik unter innen- wie außenpolitischem Druck, die Armee des besiegten Kaiserreiches zu demobilisieren, wobei die neue deutsche Regierung aber möglichst viele militärische Fähigkeiten erhalten wollte. Bereits am 11. Februar 1919 trafen sich Vertreter des Generalstabes, des Admiralstabes und des Reichsmarineamts auf Einladung von Konteradmiral Hans Zenker im Admiralsstab und besprachen die Wiederaufnahme der militärnachrichtendienstlichen Tätigkeiten unter den Bedingungen der neuen Gesamtsituation. Das Auswärtige Amt hatte eine Teilnahme aus politischen Bedenken abgelehnt, weswegen unmittelbare Entscheidungen von beiden Teilstreitkräften zunächst vertagt wurden. Admirals- und Generalsstab intensivierten lediglich ihre Arbeit auf deutschem Gebiet, um vor dem Hintergrund der Novemberrevolution Informationen über innere politische Gegner zu sammeln.:106f.
Der Friedensvertrag von Versailles (Juni 1919) mit seinen auf Deutschland gezielten Abrüstungsklauseln erschwerte die Handlungsfreiheit der deutschen Militärs erheblich; Artikel 160 bestimmte die Auflösung des Großen Generalstabs und verbot die Neugründung von Nachfolgeinstitutionen. Zwar hatte der Versailler Vertrag nicht die Existenz deutscher Geheimdienste verboten, doch die vor 1918 etablierte Angliederung ausdifferenzierter nachrichtendienstlicher Abteilungen an den Großen Generalstab war dadurch unmöglich geworden, wodurch ein neuer Strukturansatz nötig wurde. Der Große Generalstab leistete den Auflagen des Friedensvertrages offiziell Folge und wurde am 1. Oktober 1919 formell aufgelöst.:107f. Zu diesem Zeitpunkt befand sich die Abteilung Fremde Heere gemeinsam mit anderen Abteilungen unter der Aufsicht des Oberquartiermeisters Fremde Heere.:54
Faktisch wurde die Funktion des Großen Generalstabs durch das im neuen Reichswehrministerium eingerichtete Truppenamt übernommen. An die Stelle der Abteilung Fremde Heere des Großen Generalstabs trat innerhalb des Truppenamts die Heeresstatistische Abteilung,:107f. die intern auch als Abteilung T 3 (d. h.: 3. Abteilung des Truppenamts) bezeichnet wurde.:107f. Die Aufgabe der Heeresaufklärung, welche im Ersten Weltkrieg die eigenständige Abteilung III b bekleidet hatte, übernahm die neue Abwehrgruppe unter Friedrich Gempp, die im Jahr 1920 gegründet wurde. Diese war der Abteilung T 3 zugeordnet und umfasste zunächst weniger als zehn Offiziere; der Name der Abwehrgruppe war bewusst betont defensiv gewählt, um der politischen Führung die neue Abteilung schmackhafter zu machen.:108 Die gesamte Abteilung T 3 blieb zunächst streng geheim und wurde erst 1926 offiziell in den Ranglisten der Reichswehr geführt. Der erste Chef der Abteilung T 3 war Major Leopold von Rauch, der bereits 1915–1918 die Nachrichtenabteilung bzw. Abteilung Fremde Heere geleitet hatte.:109 Im Geschäftsverteilungsplan vom 25. Juni 1921 wurde die Aufgabe der Abteilung T 3 wie folgt zusammengefasst: „Sammlung und Bearbeitung des statistischen Materials über die fremden Armeen, insbesondere deren Durchführung der Abrüstung mit besonderer Rücksicht auf den Völkerbund; auswärtige militärpolitische Angelegenheiten aller Art, Verkehr mit ausländischen Militärmissionen.“:57
Bereits seit Ende 1919 bauten die deutschen Geheimdienstler der späteren Abwehrgruppe in anderen Kommandostäben Außenstellen auf, die als „Abwehrstellen“ bzw. „Asten“ bezeichnet wurden. Die Abwehrgruppe der Abteilung T 3 übernahm damit in ihrer Anfangszeit eine primär innenpolitische Rolle und versuchte, die Beeinflussung der Reichswehr von außen möglichst zu bekämpfen. Mitte der 1920er-Jahre führte Friedrich Gempp eine Reorganisation der Abwehrgruppe durch, die er jetzt durch Einrichtung dreier dezidierter Abteilungen (Abwehr I, Abwehr II, Abwehr III) jeweils auf die Bereiche Erkundung, Chiffrier-/Funkhorchdienst und Spionageabwehr spezialisierte. Die Abwehrgruppe begann erstmals mit der Auslandsspionage und versuchte besonders an den deutschen Ostgrenzen den Aufbau grenzübergreifender Informantennetzwerke.:109f. Das Hauptziel war hierbei die Zweite Polnische Republik, deren gemeinsame Grenze mit Deutschland beide Seiten zu ihren Gunsten zu revidieren suchten. Die grenzübertretenden Operationen der Abwehrgruppe wurde auch fortgesetzt, nachdem Gempp 1926 als Gruppenleiter durch Günther Schwantes ersetzt wurde.:109f. Anders als Polen war die Sowjetunion zunächst kein wichtiges Einsatzgebiet der Abwehrgruppe, da die geheime Zusammenarbeit zwischen Roter Armee und Reichswehr die Sowjetunion zu einem nützlichen Partner werden ließ, dessen Bekämpfung für die Reichswehr keinen unmittelbaren Zweck erfüllte.
1923/24 hatte Friedrich von Boetticher die Abteilungsleitung inne, die in den Jahren 1925–27 an Curt Liebmann überging.
Zwischenzeitlich hatte die deutsche Marine in der Flottenabteilung, der getarnten Nachfolgerin des Admiralsstabs, eine eigene Abwehrgruppe betrieben, welche seit mindestens 1919 die Informationssammlung über ausländische Flotten übernahm. Diese Abwehrgruppe der Flottenabteilung wurde im Jahr 1926 aufgeteilt, als sich durch erhöhte publizistische Berichterstattung die Lohmann-Affäre von 1927 abzeichnete.:110 Als im Sommer 1927 die durch den Leiter der Seetransportabteilung Walter Lohmann organisierten Tätigkeiten um Geheimrüstungen der Öffentlichkeit bekannt wurden und darin auch Personal der Abwehr verwickelt war, mussten politische Konsequenzen gezogen werden.
Am 30. März 1928 erging für den 1. April ein Erlass des Reichswehrministeriums zur Bildung der „Abwehr-Abteilung“. Die für heeresnachrichtendienstliche Angelegenheiten zuständige Abwehrgruppe, die bisher innerhalb der Abteilung T 3 geführt wurde, sollte mit ihren Pendants der Marine vereint werden, um die neue Abteilung zu bilden. Diese neue Abteilung wurde nicht innerhalb der Abteilung T 3 aufgebaut, sondern dem Reichswehrminister direkt unterstellt. Die Führung der neuen Abteilung oblag dem Personal der ehemaligen Abwehrgruppe, weshalb es sich bei der Gründung der Abwehr-Abteilung faktisch um eine Absorption der Marinestellen durch die Heeresstellen handelte.:111 Durch die Aufstellung der Abwehr-Abteilung wurde die Informationsbeschaffung (Abwehr-Abteilung) und die Datenauswertung (Abteilung T 3) dauerhaft voneinander getrennt.:83ff.
Die Tendenz der Trennung zwischen Beschaffung und Auswertung von Informationen setzte sich bis in den Zweiten Weltkrieg fort, da das Amt Ausland/Abwehr und die Abteilungen FHO und FHW auch im Krieg voneinander separat agierten.:24 Die nachrichtendienstlichen Reformen des Jahres 1928 wurden dadurch noch problematischer, dass die mit der Informationsbeschaffung betraute Abwehr während des Krieges im späteren OKW aufgehängt war, während sich die separaten Behörden zur Informationsauswertung in den teilkraftspezifischen Oberkommandos befanden (Abteilung Fremde Heere: OKH, Bereich Fremde Marinen: OKM, Abteilung Fremde Luftwaffen: OKL). Dadurch wurden nicht nur Beschaffung und Analyse voneinander getrennt, sondern die Analyse noch zusätzlich zwischen den Teilstreitkräften aufgespalten.
Im Jahr 1928 führte die Erich Kühlenthal die Abteilung; er behielt diesen Dienstposten bis 1930.
Im Jahr 1930 wurde die Abteilung intern in drei Ländergruppen unterteilt, welche die Namen „Ost“, „Süd“ und „West“ trugen.:58&60
Im November 1930 wurde Kühlenthal von Oberstleutnant Herbert Fischer als Abteilungsleiter abgelöst.:226

### Abteilung Fremde Heere, 1931–1938
Ab dem Jahr 1931 wurde die Abteilung auch in den offiziellen Dokumenten wieder unter dem Namen Abteilung Fremde Heere geführt.:3 Abteilungsleiter Fischer blieb bis ins Jahr 1932 im Amt.:3 Anfang 1933 trat Carl-Heinrich von Stülpnagel die Abteilungsleitung an,:153 bis 1935 Kurt von Tippelskirch das Kommando übernahm.:155 Tippelskirch war der letzte Leiter der gemeinsamen Abteilung Fremde Heere und behielt seinen Dienstposten bis zur Spaltung der Abteilung Ende 1938.:61–63
Die Abteilung intensivierte in den frühen 1930er-Jahren die Kooperation mit befreundeten Staaten. Es bestand eine Kooperation mit der nachrichtendienstlichen Abteilung 2 des ungarischen Generalstabs bezüglich gemeinsamer Informationsgewinnung über das Königreich Jugoslawien. Auch deutsche Experten wurden von der Abteilung mit der Ausarbeitung von Informationssammlung beauftragt; der ehemalige deutsche Kolonialoffizier Hermann Detzner erstellte für die Abteilung Fremde Heere im Zeitraum 1935–1938 eine Ausarbeitung der Kolonialreiche Großbritanniens, Frankreichs und Italiens.:137
Im Frühjahr 1935 begann die Transformation des Truppenamts in den neuen Generalstab des Heeres. Die Bezeichnung Abteilung T 3 für die Abteilung Fremde Heere wurde damit endgültig obsolet.:166
Die Ländergruppe West wurde zeitweise von Hans Speidel geleitet. Letzter „Chef West“ war bis November 1938 Ulrich Liß.:60

### Spaltung der Abteilung, 1938
Mit den bereits 1933 vorgenommenen Schritten, dem Marinenachrichtendienst wieder seine Eigenständigkeit zurückzugeben, ging die Kriegsmarine dazu über, den Sektor Fremde Marinen in eigener Regie zu bearbeiten. Ab 1934/1935 wurden die Themen der Fremden Luftmächte in die Verantwortung des Reichsluftfahrtministeriums geholt. 1938 kam es in der Abteilung Fremde Heere zu internen Umstrukturierungen, die zur Aufteilung in zwei getrennte Abteilungen des Generalstabs, nämlich Fremde Heere West (3. Abteilung) und Fremde Heere Ost (12. Abteilung) führten.:801
Die Zweiteilung der Abteilung Fremde Heere im Herbst 1938 beinhaltete die Schaffung eines neuen Dienstpostens, der zwischen den beiden jetzt getrennten Abteilungen koordinierende Aufgaben übernehmen und eine gemeinsame Arbeitsweise abstimmen sollte. Dieser Dienstposten war der Oberquartiermeister IV, den zunächst der vormalige Leiter der Abteilung Fremde Heere, Kurt von Tippelskirch, bekleidete. Der Oberquartiermeister IV war hierbei Generalstabschef Franz Halder direkt unterstellt. Neben Koordinierungsaufgaben der Abteilungen FHO und FHW war Tippelskirch darüber hinaus auch Vorgesetzter der Attachéabteilung und hatte damit militärdiplomatische Aufgaben wahrzunehmen. Ab Kriegsbeginn (September 1939) erhielt Halder von Tippelskirch in täglichen Lagebesprechungen mündlich Bericht über die Arbeit von FHO und FHW. Darüber hinaus legte Tippelskirch unregelmäßig schriftliche Berichte über die Arbeit der beiden Abteilungen vor. Da er jedoch den Wunsch auf ein Feldkommando entwickelte, wurde er zum Jahreswechsel 1940/41 abgelöst. Zum 5. Januar 1941 wurde Oberst i. G. Gerhard Matzky, der zuvor Militärattaché der deutschen Botschaft in Tokio gewesen war, zum Oberquartiermeister IV. Matzky behielt diese Dienststellung für 20 Monate, bevor der Dienstposten des Oberquartiermeisters IV im November 1942 restlos gestrichen wurde. Nach dem Abtritt Franz Halders als Generalstabschef hatte Matzky kein gutes Rapport mit dessen Nachfolger Kurt Zeitzler; außerdem waren Matzkys Lageberichte offenbar für Hitler persönlich eher lästig, weswegen weder bei Hitler noch bei Zeitzler die Ansicht bestand, dass der Oberquartiermeister IV weiterhin ein wünschenswerter Dienstposten sei. Die zwischenmenschliche Atmosphäre im Oberkommando und in der NS-Führung war wegen der Rückschläge des Winters 1942/43 (Operation Torch, Schlacht von Stalingrad, Tunesienfeldzug) angespannt, sodass die negativen geostrategischen Einschätzungen Matzkys die Stimmung zusätzlich belasteten. Einige der Aufgaben des Oberquartiermeisters IV wurden an den Chef der Attachéabteilung, Horst von Mellenthin, übertragen; Mellenthin war aber nicht mehr für die Auswertung von oder Lageberichte über nachrichtendienstliche Informationen zuständig.:61–63

## Fremde Heere West
Die Abteilung Fremde Heere West, die aus der Ländergruppe West der Abteilung Fremde Heere hervorging, war im Zeitraum 1938–1945 in Westeuropa mit der Synthese der verfügbaren Informationen über Drittstaaten, besonders die Westalliierten – Großbritannien, Frankreich, und ihre jeweiligen Kolonialreiche – beschäftigt. Nach dem deutschen Sieg im Westfeldzug (1940) und der zunehmenden Beanspruchung der Schwesterabteilung Fremde Heere Ost (siehe unten) durch den Krieg gegen die Sowjetunion gingen mehr und mehr Staaten und Regionen in den Zuständigkeitsbereich der FHW über. Nachdem die USA im Dezember 1941 in den Krieg eingetreten waren, übernahm FHW im Oktober 1942 auch die Zuständigkeit für den Pazifikraum.:60&110
Die Abteilung FHW war nach 1940 u. a. mit dem Afrikafeldzug (1941–1943), dem Partisanenkrieg auf dem Balkan (1941–1945), dem Italienfeldzug (1943–1945) und der Westfront (1944–1945) befasst. Besonders die Voraussage alliierter Landungsoperationen war eine der wichtigsten Aufgaben der Abteilung; auf diesem Gebiet konnte die FHW jedoch keinen durchschlagenden Erfolg vorweisen, da sie aufgrund alliierter Täuschungsoperationen die verschiedenen Landungen in Nordwestafrika (Operation Torch), Sizilien (Operation Husky), Italien (Operation Avalanche), in Nordfrankreich (Operation Overlord) und in Südfrankreich (Operation Dragoon) jeweils zu spät oder gar nicht erkannte.

## Fremde Heere Ost
Die aus der Ländergruppe Ost hervorgegangene Abteilung Fremde Heere Ost befasste sich zwischen 1938 und 1945 mit Analysetätigkeiten, Propagandaberatung und Operationsprognosen in Mittelost-, Südost- und Osteuropa (sowie bis 1942 im Pazifikraum), besonders im Deutsch-Sowjetischen Krieg (1941–1945). Die im Zeitraum 1938–1942 von Eberhard Kinzel und anschließend im Zeitraum 1942–1945 von Reinhard Gehlen geführte Abteilung versuchte, die Rote Armee nach Kampfstärke, Truppenverteilung und operativen Ansichten zu bewerten. Zunächst stellte die Abteilung in den Jahren 1940/41 den Kriegsplanern der Wehrmacht gesammelte Daten über die Sowjetunion zur Verfügung, um bei den Vorbereitungen von Unternehmen Barbarossa zu helfen, bevor die Abteilung nach dem Überfall am 22. Juni 1941 dazu überging, die Aktivitäten der Roten Armee im Krieg zu beobachten, die Feindlageberichte der deutschen Frontverbände zu kompilieren und Prognosen über sowjetische Zukunftsabsichten zu treffen. Dabei unterliefen der FHO mehrfach schwere Fehleinschätzungen, so etwa im Fall der Operation Bagration 1944 oder der Schlacht um Ostpommern 1945. Die FHO befasste sich außerdem mit der Auswertung russischsprachiger Dokumente und führte Kriegsgefangenenbefragungen durch, wobei sie auch die Rekrutierung von Kollaborateuren mit der Wehrmacht voranzutreiben versuchte. Die im Jahr 1944/45 an der Seite der Wehrmacht kämpfende Russische Befreiungsarmee war eines der Projekte, welchem sich die FHO intensiv gewidmet hatte.
In der Rückschau ist die Abteilung Fremde Heere Ost besonders deshalb relevant geblieben, weil sich der Abteilungsleiter Reinhard Gehlen und sein Stellvertreter Gerhard Wessel bereits früh auf eine deutsche Kriegsniederlage eingestellt hatten, indem sie ihre gesammelten Daten und Akten kopierten und in den letzten Kriegswochen gemeinsam mit dem Abteilungspersonal in Sicherheit brachten. Kurz nach der deutschen Kapitulation im Mai 1945 gingen Gehlen und Wessel gezielt in US-amerikanische Kriegsgefangenschaft, um ihre Kenntnisse und Expertise den US-amerikanischen Nachrichtendiensten zur Verfügung zu stellen. Unter amerikanischer Aufsicht formierte sich die sogenannte Organisation Gehlen als früher deutscher Nachrichtendienst unter US-amerikanischer Kontrolle, der ab 1951/52 in die Kontrolle der Bundesrepublik Deutschland überging. Aus der Organisation Gehlen ging im Rahmen der Wiederbewaffnung im Jahr 1956 der Bundesnachrichtendienst (BND) hervor, der seitdem der zentrale Auslandsgeheimdienst der Bundesrepublik ist. Gehlen und Wessel waren im Zeitraum 1956–1978 die ersten beiden Präsidenten des BND.

## Wichtige Personen

### Erster Weltkrieg
- Richard Hentsch leitete zwischen August 1914 und Mai 1915 die Nachrichtenabteilung der OHL.[2]:87
- Leopold von Rauch war ab Mai 1915 Leiter der Nachrichtenabteilung, die am 20. Mai 1917 zur „Abteilung Fremde Heere“ umbenannt wurde.[2]:87

### Zwischenkriegszeit
Folgende Personen waren in der Zwischenkriegszeit in Führungspositionen in der Abteilung eingesetzt:
- Leopold von Rauch war der erste Abteilungsleiter der Zwischenkriegszeit.[6]:109
- Friedrich von Boetticher führte die Abteilung T 3 in der Zeitspanne 1923/24.[11][12]
- Curt Liebmann führte die Abteilung T 3 in der Zeitspanne 1925–27.[13][14]
- Erich Kühlenthal führte die Abteilung T 3 in der Zeitspanne 1928–1930.[18][19]
- Herbert Fischer führte die Abteilung Fremde Heere in den Jahren 1931/32.[21][22]
- Carl-Heinrich von Stülpnagel war ab April 1933 Chef der Abteilung Fremde Heere.[23]:153
- Kurt von Tippelskirch übernahm 1935 die Abteilungsleitung.[24]:155 Er war bis November 1938 der letzte Leiter der geeinten Abteilung Fremde Heere.[9]:61–63

Außerdem waren folgende Personen in diesem Zeitraum in der Abteilung tätig:
- Rudolf Bamler war in den späten 1920ern in der Abteilung T 3 Referent für die westlichen Streitkräfte.[24]:45
- Friedrich Gempp war 1920–1926 der erste Leiter der Abwehrgruppe.[6]:108–110
- Hans Jeschonnek, später Luftwaffengeneralstabschef, war 1928–1931 als Oberleutnant Teil der Abteilung T 3.[31]
- Friedrich Olbricht wurde 1926 Teil der Abteilung T 3.[32]
- Günther Schwantes war 1926–1928 Leiter der Abwehrgruppe, die im Jahr 1928 zur Abwehrabteilung wurde.[6]:108–110
- Karl Spalcke war bis 1937 Chef der 5. Unterabteilung der Abteilung.[33]:1560
- Hans Speidel war in den 1930ern Leiter der Ländergruppe West.[27]
- Walter Warlimont war in den späten 1920ern vorübergehend in der der Abteilung T 3 eingesetzt.[34]:570